# Mercan'Tour Classic Alpes-Maritimes 2023
Il Mercan'Tour Classic Alpes-Maritimes 2023, terza edizione della corsa, valida come evento dell'UCI Europe Tour 2023 categoria 1.1 e come tredicesima prova della Coppa di Francia 2023, si svolse il 30 maggio 2023 su un percorso di 169,2 km, con partenza da Puget-Théniers e arrivo a Valberg, in Francia. La vittoria fu appannaggio dell'ecuadoriano Richard Carapaz, il quale completò il percorso in 4h47'59", alla media di 35,252 km/h, precedendo l'austriaco Felix Gall e il belga Lennert Van Eetvelt.
Sul traguardo di Valberg 61 ciclisti, dei 108 partiti da Puget-Théniers, portarono a termine la competizione.

## Squadre e corridori partecipanti
| N.    | Cod. | Squadra                  |
| ----- | ---- | ------------------------ |
| 1-7   | IPT  | Israel-Premier Tech      |
| 11-17 | COF  | Cofidis                  |
| 21-27 | ICW  | Intermarché-Circus-Wanty |
| 31-37 | ACT  | AG2R Citroën Team        |
| 41-47 | EFE  | EF Education-EasyPost    |
| 51-57 | ARK  | Team Arkéa-Samsic        |
| 61-67 | GFC  | Groupama-FDJ             |
| 71-77 | AQT  | Astana Qazaqstan Team    |

| N.      | Cod. | Squadra                    |
| ------- | ---- | -------------------------- |
| 81-87   | LTD  | Lotto Dstny                |
| 91-97   | EKP  | Equipo Kern Pharma         |
| 101-107 | EUS  | Euskaltel-Euskadi          |
| 111-117 | TEN  | TotalEnergies              |
| 121-127 | NMC  | Nice Métropole Côte d'Azur |
| 131-137 | UCN  | CIC U Nantes Atlantique    |
| 141-145 | AUB  | St Michel-Mavic-Auber93    |
| 151-157 | EHE  | Electro Hiper Europa       |

## Ordine d'arrivo (Top 10)
| Pos. | Corridore           | Squadra     | Tempo    |
| ---- | ------------------- | ----------- | -------- |
| 1    | Richard Carapaz     | EF          | 4h47'59" |
| 2    | Felix Gall          | AG2R        | a 12"    |
| 3    | Lennert Van Eetvelt | Lotto       | a 38"    |
| 4    | Lenny Martinez      | Groupama    | s.t.     |
| 5    | Cristián Rodríguez  | Arkéa       | s.t.     |
| 6    | Clément Berthet     | AG2R        | a 51"    |
| 7    | Guillaume Martin    | Cofidis     | a 1'53"  |
| 8    | Louis Meintjes      | Intermarché | s.t.     |
| 9    | Andrej Zejc         | Astana      | a 1'55"  |
| 10   | Sylvain Moniquet    | Lotto       | a 2'24"  |